# Firmicus bragantinus
Espèce
Synonymes
- Thomisus bragantinus Brito Capello, 1866
- Synaema quadrinotatum Simon, 1884

Firmicus bragantinus est une espèce d'araignées aranéomorphes de la famille des Thomisidae.

## Distribution
Cette espèce se rencontre en Angola, au Congo-Kinshasa, au Mozambique, en Afrique du Sud et au Soudan.

## Description
Firmicus bragantinus mesure de 4 à 5 mm

## Systématique et taxinomie
Cette espèce a été décrite sous le protonyme Thomisus bragantinus par Brito Capello en 1866. Elle est placée dans le genre Synaema par Lessert en 1919 puis dans le genre Firmicus par Roewer en 1955.
Synaema quadrinotatum a été placée en synonymie par Lessert en 1936.

## Étymologie
Son nom d'espèce lui a été donné en référence au lieu de sa découverte, Duque de Bragança.

## Publication originale
- Brito Capello, 1866 : « Especies novas ou pouco conhecidas d'arachnidios d'Africa occidental. » Jornal de Sciencias Mathematicas, Physicas e Naturaes, Academia Real das Sciencias de Lisboa, vol. 1, p. 79-88.